# Люди і звірі
«Люди і звірі» (рос. «Люди и звери») — двосерійний драматичний художній фільм режисера Сергія Герасимова, знятий в 1962 році на кіностудіях імені Горького та DEFA за лібрето Т. Ф. Макарової.

## Сюжет
В основі сюжету — драматична доля командира Червоної армії Олексія Івановича Павлова. Потрапивши в січні 1942 в полон, він опинився в числі переміщених осіб і не відразу зважився на повернення в СРСР. Поблукавши по чужині 17 років, Олексій все ж повернувся на батьківщину і їде до свого рідного брата (Віталій Доронін) в Севастополь.

## У ролях
- Микола Єременко ст. — Лейтенант Олексій Іванович Павлов
- Тамара Макарова — Анна Андріївна Соболєва
- Жанна Болотова — Таня Соболєва
- Віталій Доронін — Петро Іванович Павлов, брат Олексія
- Наталія Медведєва — Валентина Сергіївна Павлова, дружина брата
- Сергій Никоненко — Юрій Павлов
- Олеся Іванова — Варвара Андріївна, сестра Ганни Андріївни
- Анастасія Філіппова — Степанида Гаврилівна, бабуся
- Михайло Глузський — Василь Клячко
- Вадим Захарченко — Саватєєев
- Тетяна Гаврилова — Марія Миколаївна Хартман-Щербацька
- Сергій Герасимов — Костянтин Костянтинович Львов-Щербацький

## Прокат
Фільм рідко виходив на екрани через дискусійну назву та несприйняті для радянської пропаганди аналогії.